# Fraccionamiento Núñez Soto
Fraccionamiento Núñez Soto är en ort i Mexiko.   Den ligger i kommunen Huautla och delstaten Hidalgo, i den sydöstra delen av landet, 200 km norr om huvudstaden Mexico City. Fraccionamiento Núñez Soto ligger 455 meter över havet och antalet invånare är 133.
Terrängen runt Fraccionamiento Núñez Soto är huvudsakligen lite kuperad. Fraccionamiento Núñez Soto ligger uppe på en höjd. Runt Fraccionamiento Núñez Soto är det ganska tätbefolkat, med 65 invånare per kvadratkilometer. Närmaste större samhälle är Huejutla de Reyes, 16,3 km nordväst om Fraccionamiento Núñez Soto. Omgivningarna runt Fraccionamiento Núñez Soto är en mosaik av jordbruksmark och naturlig växtlighet.